# トリエステ方言
トリエステ方言（伊: dialetto triestino、原語での名称: triestìn [triesˈtiŋ]）は、トリエステ市およびトリエステ県内の大部分、ならびにゴリツィア県において話されている、ヴェネト語の方言のひとつである。ゴリツィア県においてはトリエステ方言に加え、イタリア語のみならずスロヴェニア語およびフリウーリ語も広範に話されている。
植民地ヴェネト語の方言 (dialetto veneto coloniale)、すなわち比較的近年になってはじめてこの地域に根づいた「輸入ヴェネツィア方言」(“veneziano d’importazione”) の一類型として扱われている。

## 歴史
19世紀の初頭まで、トリエステではテルジェステオ方言 (tergestino) が話されていた。これはフリウーリ語、とりわけ西フリウーリ語 (friulane occidentali) の一変種と強い関連のあるロマンス語系の方言である。トリエステ方言は数世紀のあいだこの方言と同居してきたが、その後それに取って代わる。近世 (Età moderna) の終わりまでトリエステは言語的に、北西をビジアカリア方言とグラド方言というヴェネト語の古い飛び地に、また南側をカルソ地方のスロヴェニア語諸方言の帯状地帯、ムッジャのラディン語 (ladino muglisano)、およびカポディストリアのイストロ・ヴェネト語 (istroveneto) に取り囲まれていた。
この新しい都市の発展は、地中海盆地およびハプスブルク帝国からのヴェネト人の移入の結果として起こった。移民を構成していた一部分はフリウーリ、ヴェネト、イストリアおよびダルマツィアの出身であった。トリエステ方言が有力となり、テルジェステオ方言が消えていったのはこのときであった。この言語の交代に関する研究上の推測は多様である。アドリア海東部およびキプロスにまで至る地中海東部全域に普及していたヴェネツィア語の変種のなかで、ヴェネツィア（共和国）がリンガ・フランカとして用いていた「共通ヴェネト語」(“veneto comune”) が、雑多な民族からなる人々のあいだで共通語として選ばれたのかもしれないし、あるいはこれが移民たちのなかで支配的な方言であったのかもしれない。
トリエステ方言は以後の世紀において現在のヴェネト州に対応する領域で話される諸方言と部分的に異なっていたが、イストロ・ヴェネト語、フィウメのヴェネト語、ダルマツィアのヴェネト語と同様に、スラヴ語やドイツ語に独特なしかたで、これらの地域あるいは関係のある地域の人々の語彙や形態を取り入れていた。
トリエステ方言の生命力は、小説『ゼーノの意識』(La coscienza di Zeno) における作家イタロ・ズヴェーヴォの評価にも現れている：

Quell'uomo d'affari avrebbe saputa la risposta da darmi non appena intesa la mia domanda. Mi preoccupava tuttavia la quistione se in un'occasione simile avrei dovuto parlare in lingua o in dialetto.（第5章）
あの実業家のことだから、わたしの質問を理解さえすれば立ちどころに返事をくれるだろう。ただわたしは、こんな場合、紋切り型の言葉で言うべきか、それとも方言で切りだすべきかをあれこれ思いわずらっていたのだ。（邦訳157頁）

Il dottore presta una fede troppo grande anche a quelle mie benedette confessioni che non vuole restituirmi perché le riveda. Dio mio! Egli non studiò che la medicina e perciò ignora che cosa significhi scrivere in italiano per noi che parliamo e non sappiamo scrivere il dialetto.（第8章）
医師はわたしの告白録である手記を全面的に信用していた。それで、もう一度読みかえしたいと言って、それをわたしに返却してくれようとしない。困ったことだ。彼は医学しか学ばなかった。したがってイタリア語で書くことがわれわれにとって何を意味するのか知らないのだ。われわれは方言を話すことはできても、方言を文字で書くことで自分を表現することができないのだ。（邦訳437–8頁）

ジェイムズ・ジョイスも20世紀初頭にトリエステに滞在中、トリエステ方言を話し書くことを覚えた。このことについてはズヴェーヴォへの手紙のいくつかに証拠が見いだされる。
現在、トリエステ方言の普及に関する衰退は限定的であり、県出身であるかそこに長期間居住している者のほぼ全員に知られている。この問題に関して貢献しているのはおそらく、この方言がイタリア語に比較的に類似していることであるが、直近数十年にイタリア語は徐々に拡大してきている。いずれにせよトリエステ県内でトリエステ方言は、さまざまな社会的条件のよそ者のあいだでさえ、特権的な関係の言語でありつづけており、都市内ではあいかわらずきわめて活発である。
若干数のトリエステ方言の演劇・詩・文学作品が存在しており、それらのうち大部分はヴィルジリオ・ジョッティおよびカルピンテーリ・エ・ファラグーナの作品である。そのほかにはネレオ・ゼペルによるダンテ『神曲』地獄篇および煉獄篇のトリエステ方言訳があげられるべきである。

## 分類
トリエステ方言はヴェネト語類 (venetomorfo) の方言であり、したがってヴェネト語と同類であるが、独自の特徴も有している。

## 地理的分布
トリエステ方言はトリエステ市および歴史的なトリエステ県（第二次大戦前には現在のスロヴェニア国内にもまたがっていた）の全域で話されている。スロヴェニア語の話されるカルソ地方のコムーネでは、スロヴェニア語とともに伝達のための言語として用いられており、スロヴェニアの国境地帯においてさえ同様である。ゴリツィアで用いられているヴェネト語の方言は、ヴェネト語ビジアカリア方言の影響を呈しており、ビジアカリア（モンファルコーネ）への影響が限定的であるトリエステ方言から結果として派生したものではない。そのビジアカリア方言はトリエステ方言の影響から免れたままではおらず、これは都市中心部においてトリエステ方言に取って代わられ、トリエステ方言の側による浸透と混交は、今日のイストロ・ヴェネト語においてさえも、とりわけ都市により近くて関係の深い地域で話されているそれにおいても目立っている。
最後に特筆されるべきは、20世紀後半に外部に移住した多数のトリエステ人であって、その人たちの集団のまわりで、とりわけより高齢の世代のために、家庭内で母方言の著しい保守性の度合が記録される（彼らの用いている方言は、より近年の発展・混交を受けず関与していないため、彼らがトリエステを出た時代の語形を今日もなお維持しているという興味深い独自性をもっている）。

## 音韻
トリエステ方言では音韻論的に5つの母音 [i], [e], [a], [o], [u] を区別する。音声学的なレベルでは、中央母音（半狭・半広の e, o のこと）の開口度 (grado di apertura) が異なりうるが、それによって音韻論的な区別の価値をもつことはない。
音韻論的な子音は以下：
- 破裂音 [b], [p], [d], [t], [g], [k]
- 摩擦音 [z], [s], [v], [f]
- 破擦音 [tʃ], [ts], [dz]
- 鼻音 [m], [n], [ɲ]
- 側面音 [l]
- ふるえ音 [r]

音声学的なレベルでは、軟口蓋子音のまえで同化によって生じる軟口蓋鼻音と、歯茎側面音の異音である硬口蓋化した側面接近音とが加えられねばならない。
トリエステ方言は二重子音をもたない。“ss” の文字は二重子音ではなく、母音間の位置における無声歯茎摩擦音を表す。

## 文法
トリエステ方言の文法は一連の言語学的研究において正確に記述されている（参考文献を見よ）。そのもっとも重要な諸特徴は、とりわけヴェネト語のエウガネイ諸方言 (dialetti euganei) と比較したとき、以下のとおりである：
- 接続法に代わって条件法、あるいはその逆の代用が行われる傾向。例として、«se fussi libero, ’nderia sicuro»（伊 se fossi libero, ci andrei di sicuro「もし私に暇があったら確実にそこに行くのだが」。se 接続法半過去 + 条件法現在）という文のみならず、«se saria libero, ’ndassi sicuro» という文（se 条件法現在 + 接続法半過去）、あるいはさらに «se saria libero, ’nderia»（いずれも条件法現在）と «se fussi libero, ’ndassi»（いずれも接続法半過去）でさえも正しいとみなされる。

- «no», «ne», «lo», «le» などで終わる語（男性のみ）および動詞の不定詞において、語末母音の省略 (elisione)：
vagòn「車両」（伊 vagone）
pan「パン」（伊 pane）
quel「あれ、あの」（伊 quello）
gavèr「持っている」（伊 avere）

以下の動詞活用において、«mi, ti, lu/ela, noi, voi, lori/lore» を人称代名詞の強形（強勢形）、2人称単数および3人称単数・複数にのみある «te, el/la, i/le» を弱形（非強勢形）という。両方を言うこともできるが（二重主語）、強形の代名詞は省略が可能で、弱形は強形がある場合にかぎり省略可能。ただし2人称単数では強形 «ti» のみ省略でき弱形 «te» はつねに言われねばならない。
- 動詞 èser（伊 essere）の活用、直説法現在：
mi son
ti te son
lu el xe / ela la xe
noi semo
voi se
lori i xe / lore le xe

- 同、直説法半過去：
mi jero
ti te jeri
lu el jera / ela la jera
noi jerimo
voi jeri
lori i jera / lore le jera

- 同、直説法未来：
mi sarò
ti te sarà
lu el sarà / ela la sarà
noi saremo
voi sarè
lori i sarà / lore le sarà

- 動詞 gavèr（伊 avere）の活用、直説法現在：
mi go
ti te ga
lu el ga / ela la ga
noi gavemo
voi gavè
lori i ga / lore le ga

- 同、直説法半過去：
mi gavevo
ti te gavevi
lu el gaveva / ela la gaveva
noi gavevimo
voi gavevi
lori i gaveva / lore le gaveva

- 同、直説法未来：
mi gaverò
ti te gaverà
lu el gaverà / ela la gaverà
noi gaveremo
voi gaverè
lori i gaverà / lore le gaverà
語幹は gava- も可（gavarò, gavarà, ...）

## 表記体系
トリエステ方言はラテン文字で書かれる。トリエステ方言の表記は標準化ないしは規範的に固定化されてはいない。近年提案されたヴェネト語の標準化正書法はトリエステ方言のために受容されたものではなく、この方言にとって基準となる正書法の規範はイタリア語のそれでありつづけている。しかしながらこの後者の正書法から、トリエステ方言は若干の点で逸脱している：
- x の文字は有声歯茎摩擦音を表すが、動詞 essere の直説法現在3人称単数および複数 el xe, la xe, i xe, le xe「彼・彼女・彼ら・彼女らは〜である」においてのみ用いられる。
- ss の二重音字 (digramma) は母音間の位置における無声歯茎摩擦音を表すのに用いられる：cossa「何」、rossa「赤い」。かかる二重音字はイタリア語において行われているとは反対に、二重音 (suono doppio) を表すのではない。
- s’c という連結は、無声歯茎摩擦音と無声歯茎硬口蓋破擦音との継起を表す：s’cioca「ぱしっ・ぱちんという擬音語」（伊 schiocco）、s’cenza「破片、切れ端」（伊 scheggia）、ras’ciar「はがす、そぎとる」（伊 raschiare）。
- 今日ではますます頻繁になってきているとはいえ、本来のこの方言には（標準イタリア語が用いている）gl と sc という二重音字はない。

## 主の祈り
トリエステ方言における主の祈りの公式な翻訳は存在していない。以下に引用する3通りのトリエステ方言の祈りのうち、最初の2つはイタリア語から現行のトリエステ方言に訳されたもの、3番めは第二次世界大戦中に聞かれ書きとめられたものである。

Pare nostro che te son inte i zieli 

che sia benedido el tuo nome 

che vegni el tuo regno 

sia fata la tua volontà 

come in ziel cussì in tera 

dane ogi el nostro pan de uni giorno 

e rimetine i nostri puf' 

come noi ghe li rimetemo ai nostri debitori 

e no indurne in tentazion 

ma liberine de'l mal. 

Amen

Pare nostro che te sta in cel, 

che sia benedeto el tuo nome, 

che vegni el tuo regno, 

che sia fata la tua volontà 

come in cel cussì in tera; 

dane ogi el nostro pan de ogni giorno 

e condònine i nostri debiti 

come noi ghe li condonemo ai nostri debitori, 

e no stà menarne in tentazion 

ma lìberine del mal. 

Amen

Pare nostro che te sta in zel 

che fussi benedido el tu nome 

che venissi el tu podèr 

che fussi fato el tu volèr 

come in zel cussì qua zo. 

Mandine sempre el toco de pan 

e perdònine quel che gavemo falà 

come noi ghe perdonemo a chi che ne ga intajà. 

No sta mostrarne mai nissuna tentazion 

e distrìghine de ogni bruto mal. 

Amen

## 例
Carpinteri e Faraguna. Noi delle vecchie provincie. Trieste, La Cittadella, 1971 より引用した会話
Àle, àle, siora Nina, che el sol magna le ore!
No per vù, me par, sior Bortolo che sé qua sempre in gamba a contarne una roba e l'altra, tuto de tuti ... anca quel che se gavemo dismentigado ...
Memoria, graziando Idio, no me ga mai mancado. Ma el mal xe che el sol magna le ore e le ore, pian pian, ne magna anca a nualtri!
Ma disème la sinzera verità: quanti ani gavé vù, sior Bortolo?
Indiferente. No conta i ani che se ga fato, conta quei che resta ...
イタリア語訳
Alé, alé, signora Nina, che il sole mangia le ore!
Non per Voi, mi pare, signor Bortolo che siete qui sempre in gamba a raccontarci una cosa e l'altra, tutto di tutti... anche quello che ci siamo dimenticati...
Di memoria, ringraziando Iddio, non me n'è mai mancata. Ma il male è che il sole mangia le ore e le ore, pian piano, mangiano anche noi!
Ma ditemi la sincera verità: quanti anni avete Voi, signor Bortolo?
Non importa. Non contano gli anni che si sono compiuti, contano quelli che restano...